# Étrépilly (Aisne)
Étrépilly è un comune francese di 85 abitanti situato nel dipartimento dell'Aisne della regione dell'Alta Francia.

## Società

### Evoluzione demografica
Abitanti censiti